# Liste der Baudenkmale in Oldenburg (Oldb) – Parkstraße
In der Liste der Baudenkmale in Oldenburg (Oldb) – Parkstraße stehen alle Baudenkmale der Parkstraße in Oldenburg (Oldb).  Die Quelle der IDs und der Beschreibungen ist der Denkmalatlas Niedersachsen.
Der Stand der Liste ist das Jahr 2022(12).

## Allgemein
In den Spalten befinden sich folgende Informationen:
- Lage: die Adresse des Baudenkmales und die geographischen Koordinaten. Kartenansicht, um Koordinaten zu setzen. In der Kartenansicht sind Baudenkmale ohne Koordinaten mit einem roten Marker dargestellt und können in der Karte gesetzt werden. Baudenkmale ohne Bild sind mit einem blauen Marker gekennzeichnet, Baudenkmale mit Bild mit einem grünen Marker.
- Bezeichnung: Bezeichnung des Baudenkmales
- Beschreibung: die Beschreibung des Baudenkmales. Unter § 3 Abs. 2 NDSchG werden Einzeldenkmale und unter § 3 Abs. 3 NDSchG Gruppen baulicher Anlagen und deren Bestandteile ausgewiesen.
- ID: die Objekt-ID des Baudenkmales
- Bild: ein Bild des Baudenkmales, ggf. zusätzlich mit einem Link zu weiteren Fotos des Baudenkmals im Medienarchiv Wikimedia Commons. Wenn man auf das Kamerasymbol klickt, können Fotos zu Baudenkmalen aus dieser Liste hochgeladen werden:

Zurück zur Hauptliste
| Lage                                     | Bezeichnung | Beschreibung | ID       | Bild |
| ---------------------------------------- | ----------- | --- | -------- | ---- |
| Parkstraße 1 53° 8′ 14″ N, 8° 12′ 23″ O  | Wohnhaus    | Giebelständiger eineinhalbgeschossiger Putzbau von vier Achsen über Sockelgeschoss mit Drempel unter Satteldach (Tyus „Oldenburger Hundehütte“). Rechts polygonaler Standerker. Auf der linken Seite zurückgesetzter Vorbau mit Eingang. Putzgliederung: Quaderung des Sockels, horizontale Fugen, geschossteilende Gesimse, Fensterrahmungen, am Erker Pilaster, am Giebel mittig Ädikula. Vorgarten und eiserne Einfriedung. Erbaut 1888–1889, Architekt: Carl Friedrich Spieske. | 37443584 | BW   |
| Parkstraße 2 53° 8′ 14″ N, 8° 12′ 22″ O  | Wohnhaus    | Giebelständiger eineinhalbgeschossiger Putzbau von vier Achsen über Sockelgeschoss mit Drempel unter Satteldach (Typus „Oldenburger Hundehütte“). Rechts polygonaler Standerker unter Balkon. Auf der linken Seite zurückgesetzter Vorbau mit Eingang. Putzgliederung: Rustizierung des Sockels, horizontale Fugen, geschossteilende Gesimse, Fensterrahmungen, Brüstungsfelder, im Giebel mittig Pilaster und Gebälk. Schwebegiebel. Vorgarten. Erbaut 1888, Architekt: Carl Friedrich Spieske. | 37443716 | BW   |
| Parkstraße 3 53° 8′ 14″ N, 8° 12′ 23″ O  | Wohnhaus    | Giebelständiger eineinhalbgeschossiger Putzbau von vier Achsen über Sockelgeschoss mit Drempel unter Satteldach (Typus „Oldenburger Hundehütte“). Rechts polygonaler Standerker unter Balkon. Links jüngerer Garageneinbau. Auf der linken Seite zurückgesetzter Vorbau mit Eingang. Putzgliederung: Rustizierung des Sockels, horizontale Fugen, geschossteilende Gesimse, Fensterrahmungen, Brüstungsfelder, im Giebel mittig Balusterbrüstungen und Ädikulen, am Erker Pilaster. Rekonstruierter verzierter Schwebegiebel. Vorgarten. Erbaut 1890, Architekt: Carl Friedrich Spieske. | 37443606 | BW   |
| Parkstraße 4 53° 8′ 14″ N, 8° 12′ 22″ O  | Wohnhaus    | Giebelständiger eineinhalbgeschossiger Putzbau von vier Achsen über Sockelgeschoss mit Drempel unter Satteldach (Typus „Oldenburger Hundehütte“). Links Standerker mit verrundeten Ecken unter Balkon. Auf der rechten Seite zurückgesetzter Vorbau mit Eingang. Putzgliederung: Rustizierung des Sockels, horizontale Fugen, geschossteilende Gesimse, Fensterrahmungen, Brüstungsfelder, am Erker und im Giebel mittig Pilaster, dort auch Ädikulen. Verzierter Schwebegiebel. Vorgarten und eiserne Einfriedung. Erbaut 1888, Architekt: Carl Friedrich Spieske. | 37443738 | BW   |
| Parkstraße 5 53° 8′ 13″ N, 8° 12′ 23″ O  | Wohnhaus    | Eineinhalbgeschossiger Putzbau von vier Achsen über Sockelgeschoss mit Drempelgeschoss unter Walmdach (Variante des Typus „Oldenburger Hundehütte“). Mittlere zwei Achsen flacher zweigeschossiger Risalit mit Zwerchgiebel, davor Sockel vorgezogen für Terrasse. Auf der rechten Seite zurückgesetzter Vorbau mit Eingang. Putzgliederung: Quaderung des Sockels, horizontale Fugen, geschossteilende Gesimse, Kantenlisenen, am Drempelgeschoss Pilaster, Fensterrahmungen, am Risalit oben Ädikulen. Vorgarten. Erbaut 1891, Architekt: Carl Friedrich Spieske. | 37443628 | BW   |
| Parkstraße 6 53° 8′ 13″ N, 8° 12′ 21″ O  | Wohnhaus    | Giebelständiger eineinhalbgeschossiger Putzbau von vier Achsen über Sockelgeschoss mit Drempel unter Satteldach (Typus „Oldenburger Hundehütte“). Links polygonaler Standerker unter Balkon. Eingang auf der rechten Seite. Putzgliederung: Quaderung, geschossteilende Gesimse, Fensterrahmungen, am Erker Brüstungsfelder, am Giebel mittig Ädikulen. Schwebegiebel. Vorgarten und eiserne Einfriedung. Erbaut 1889, Architekt: Carl Friedrich Spieske. | 37443761 | BW   |
| Parkstraße 7 53° 8′ 13″ N, 8° 12′ 23″ O  | Wohnhaus    | Giebelständiger eineinhalbgeschossiger Putzbau von vier Achsen über Sockelgeschoss mit Drempel unter Schopfwalmdach (Variante des Typus „Oldenburger Hundehütte“). Im EG rechts zwei Achsen zu breitem Korbbogenfenster zusammengefasst. Auf der linken Seite zurückgesetzter Vorbau mit Eingang. Putzgliederung: Rustizierung des Sockels, horizontale Fugen, über dem Sockel Gesims, horizontale Bänder, im EG rechts Balusterbrüstung und Ädikula, im Giebel mittig Pilaster und Ädikulen. Vorgarten. Erbaut 1896, Architekt: Carl Friedrich Spieske. | 37443650 | BW   |
| Parkstraße 8 53° 8′ 13″ N, 8° 12′ 21″ O  | Wohnhaus    | Giebelständiger eineinhalbgeschossiger Putzbau von vier Achsen über Sockelgeschoss mit Drempel unter Satteldach (Typus „Oldenburger Hundehütte“). Links Standerker mit verrundeten Ecken unter Balkon. Auf der rechten Seite zurückgesetzter Vorbau mit Eingang. Putzgliederung: Rustizierung des Sockels, horizontale Fugen, geschossteilende Gesimse, Fensterrahmungen, am Erker Brüstungsfelder, Stabwerkrahmungen der Fensterstürze und am Giebel mittig Zinnen. Verzierter Schwebegiebel. Vorgarten und eiserne Einfriedung. Erbaut 1891, Architekt: Carl Friedrich Spieske, 1893 Erker angebaut durch Maurermeister Johann Heinrich Brandes. | 37443801 | BW   |
| Parkstraße 9 53° 8′ 13″ N, 8° 12′ 23″ O  | Wohnhaus    | Zweigeschossiger Backsteinbau von fünf Achsen über Sockelgeschoss unter Mansardhalbwalmdach. Rechts zweiachsiger Risalit mit Giebel. Links Eingang. Putzgliederung: Rustizierung des Sockels, über dem Sockel Gesims, Fensterrahmungen, im Erdgeschoss Ädikulen, am Giebel bekrönendes Relief mit Büste in Tondo zwischen Ranken und Muscheln. Vorgarten und eiserne Einfriedung. Erbaut vor 1898 durch Maurermeister Johann Heinrich Brandes. | 37443672 |      |
| Parkstraße 10 53° 8′ 12″ N, 8° 12′ 21″ O | Wohnhaus    | Giebelständiger eineinhalbgeschossiger Putzbau von vier Achsen über Sockelgeschoss mit Drempel unter Satteldach (Typus „Oldenburger Hundehütte“). Links Standerker mit verrundeten Ecken unter Balkon. Auf der rechten Seite zurückgesetzter Vorbau mit Eingang. Putzgliederung: Rustizierung des Sockels, horizontale Fugen, geschossteilende Gesimse, Fensterrahmungen, am Erker und im Giebel mittig Brüstungsfelder und Pilaster, im Giebel außerdem Ädikulen. Verzierter Schwebegiebel. Vorgarten. Erbaut 1890, Architekt: Carl Friedrich Spieske. | 37443826 | BW   |
| Parkstraße 11 53° 8′ 12″ N, 8° 12′ 23″ O | Wohnhaus    | Eckhaus zum Holzweg. Giebelständiger eineinhalbgeschossiger Putzbau von vier Achsen über Sockelgeschoss mit Drempel unter Satteldach (Typus „Oldenburger Hundehütte“). Links zurückgesetzter Vorbau mit Eingang. Rechts am Holzweg mittig zweigeschossiger Risalit von zwei Achsen unter Giebel, davor Sockel vorgezogen für jünger überbaute Terrasse. Putzgliederung: Rustizierung des Sockels, Quaderung der Kanten, horizontale Fugen, geschossteilende Gesimse, Fensterrahmungen, Brüstungsfelder, vor dem Portal Puttenfigur und darüber Tondo mit Büste. Verzierte Schwebegiebel. Neue barockisierende Eisenbrüstungen und neue Inschrift an den Giebeln. Vorgarten mit neuer Einfriedung. Erbaut 1892, Architekt: Carl Friedrich Spieske, 2019 umgebaut. | 37443694 |      |
| Parkstraße 12 53° 8′ 12″ N, 8° 12′ 21″ O | Wohnhaus    | Eckhaus zum Holzweg. Giebelständiger eineinhalbgeschossiger Putzbau von vier Achsen über Sockelgeschoss mit Drempel unter Satteldach (Typus „Oldenburger Hundehütte“). Rechts polygonaler Standerker unter Balkon. Mittig flacher zweiachsiger Risalit. Auf der rechten Seite zurückgesetzter Vorbau mit Eingang. Auf der linken Seite zum Holzweg mittig zweigeschossiger Risalit von zwei Achsen mit Giebel, davor Sockel vorgezogen für Terrasse mit jüngerem Wintergartenaufbau. Fenster außer am Erker rundbogig. Putzgliederung: Rustizierung des Sockels, Quaderung der Kanten, horizontale Fugen, Fensterrahmungen. Verzierte Schwebegiebel. Vorgarten. Erbaut 1893, Architekt: Carl Friedrich Spieske.                                                  | 37443848 |      |